# كارابيل
كارابيل (بالإنجليزية: Carrabelle)‏ هي مدينة أمريكية تقع في ولاية فلوريدا. تبلغ مساحة هذه المدينة 12.5 (كم²)،ويبلغ عدد سكانها 1303 نسمة حسب إحصاء سنة 2010 م 1303.تشير إحصاءات سنة 2000م بأن الكثافة السكانية في هذه المدينة تقدر بـ(104.2) نسمة/كم2 

## أعلام
- جون روبنسون
- باك أونيل
- ريتشارد إيرفن